# Diocesi di Angoulême
La diocesi di Angoulême (in latino Dioecesis Engolismensis) è una sede della Chiesa cattolica in Francia suffraganea dell'arcidiocesi di Poitiers. Nel 2022 contava 269.000 battezzati su 352.015 abitanti. È retta dal vescovo Hervé Gosselin.

## Territorio
La diocesi comprende il dipartimento francese della Charente.
Sede vescovile è la città di Angoulême, dove si trova la cattedrale di San Pietro.
Il territorio si estende su 5.956 km² ed è suddiviso in 29 parrocchie, raggruppate in 5 decanati.

## Storia
La diocesi della civitas Ecolisnenses è attestata a partire dal IV secolo, suffraganea dell'arcidiocesi di Bordeaux, sede metropolitana della provincia romana dell'Aquitania seconda. Secondo la tradizione, primo vescovo e patrono della diocesi è stato sant'Ausonio, il cui culto è attestato a partire dal X/XI secolo. Secondo Louis Duchesne, se questo santo è realmente esistito, deve essere vissuto non prima del IV secolo.
Il primo vescovo di Angoulême storicamente documentato è Dinamio, attestato da Gregorio di Tours, il quale, riprendendo le parole di Paolino, definisce Dinamio uno dei vescovi più degni del suo tempo. Un vescovo di questo nome, ma senza indicazione della sede di appartenenza, sottoscrisse nel 451 la lettera dei vescovi delle Gallie a papa Leone I.
Nella seconda metà del V secolo la diocesi cadde in potere del re visigoto Eurico, che sosteneva l'eresia ariana. Sembra che in questo periodo, la sede sia rimasta vacante per qualche decennio. Un altro periodo di crisi della diocesi si ebbe a cavallo tra il VII e l'VIII secolo, epoca in cui la successione episcopale sembra interrompersi, a causa delle invasioni dei Vichinghi.
Il capitolo di canonici della cattedrale è attestato a partire dal IX secolo, attorno agli anni 868/878. Esso costituiva la "corte episcopale" ed era formato da 9 preti, 6 diaconi e alcuni suddiaconi. A partire dal X secolo si distinguono anche le cariche all'interno del capitolo, ed appaiono il decano, il portiere, l'ostiario, il prevosto e il tesoriere. Alcuni canonici divennero poi vescovi di Angoulême: Godalberto, diacono nell'868, Anatolio, benefattore del capitolo nell'879, e ancora Gumbaldo, che nel 918, una volta vescovo, dotò il capitolo di diverse terre.
Nell'Alto medioevo la sede di Angoulême fu occupata da vescovi che da una parte si distinsero per la loro pietà e religiosità, ma che, in altri casi, si occuparono più degli affari temporali del loro tempo che della cura della loro diocesi. Ugo di Jarnac (973-990), secondo un cronachista contemporaneo, cercò di impossessarsi della contea di Angoulême e per questo dilapidò il patrimonio della diocesi. Anche il successore Grimoaldo (991-1018) utilizzò i beni della Chiesa come fossero sua proprietà personale e per scopi personali. A lui si deve anche la ricostruzione della cattedrale, distrutta da un incendio nel 981, che fu consacrata nel 1015. Grimoaldo fu il primo vescovo ad essere inumato, su sua richiesta, nella cattedrale, mentre i predecessori avevano preferito farsi seppellire nel monastero di San Cybard.
Il vescovo Gérard de Blaye (1101-1136) fu uno dei più importanti vescovi medievali di Angoulême. Fu legato pontificio di diversi papi, cosa che gli facilitò la messa in atto di iniziative e misure a favore della sua diocesi. Sotto il suo episcopato si celebrarono tre sinodi diocesani, nel 1117, 1118 e 1121. Riformò il capitolo dei canonici, separando i beni della mensa episcopale da quelli del capitolo dei canonici, con approvazione di papa Pasquale II nel 1110. Lo stesso papa vietò a chiunque che non fosse membro del capitolo canonicale di eleggere il vescovo di Angoulême. Gérard si impegnò inoltre ad aumentare il numero delle parrocchie e a costruire nuove chiese, tra cui la nuova cattedrale, consacrata nel 1128. Danneggiata durante le guerre di religione nel XVI secolo, fu ricostruita nel 1628. Infine, durante l'episcopato di Gérard de Blaye fu incrementato il numero dei monasteri presenti nella diocesi.
«I primi successori di Gérard de Blaye, monaci o canonici prima di diventare vescovi, continuarono la sua opera e accrebbero l'autorità episcopale con la santità della loro vita e con le loro qualità di amministratori e di pastori. A partire dalla metà del XIII secolo dominano i vescovi-signori, conti di Angoulême, culturalmente preparati, che difendono con efficacia le prerogative feudali della loro sede episcopale.»
Durante il XVI secolo la riforma protestante fece breccia in diocesi. Giovanni Calvino stesso poté predicare, con il consenso del capitolo dei canonici, all'interno della cattedrale. Nella notte tra il 17 e il 18 novembre 1558 un gruppo di protestanti saccheggiò la città, distruggendo o danneggiando gravemente la maggior parte delle statue religiose che ornano la città. Le guerre di religione portarono morte e distruzione. Nel 1562 un'armata di 6.000 uomini devastò la diocesi, decine di preti furono messi a morte, i tesori della cattedrale e dei numerosi monasteri diocesani rubati, beni culturali e librari vennero dati alle fiamme.
Spettò al vescovo Charles de Bony (1567-1603) e ai suoi successori ricostruire la diocesi moralmente e materialmente. Nel 1575 fu redatto un rituale che andò a sostituire i libri liturgici andati distrutti. Fu restaurata la cattedrale, riaperta nel 1634. Solo nel XVII secolo i vescovi poterono impegnarsi per l'applicazione dei decreti di riforma del concilio di Trento, soprattutto François de Péricard (1647-1687): chiamò in diocesi i gesuiti e altri istituiti religiosi; fondò istituiti religiosi diocesani e impose l'obbligo di istituire la confraternita del Santissimo Sacramento in tutte le parrocchie della diocesi; nel 1655 pubblicò nuovi statuti diocesani, che rimasero in vigore fino al 1870; nel 1673 istituì il seminario diocesano, che il suo successore ingrandì e affidò ai lazzaristi.
In seguito al concordato con la bolla Qui Christi Domini di papa Pio VII del 29 novembre 1801 fu rivista completamente la geografia ecclesiastica francese, le cui diocesi furono fatte coincidere con i dipartimenti francesi. Prima della rivoluzione la diocesi era molto piccola, con una lunghezza massima di 56 km e una larghezza massima di 40. La nuova diocesi comprendeva i dipartimenti della Charente e della Dordogna, e inglobava porzioni di territorio che erano appartenute alle diocesi di Périgueux, Sarlat, Saintes, Limoges e Poitiers.
Il 6 ottobre 1822 la diocesi di Angoulême fu divisa in due, per la restaurazione della diocesi di Périgueux, a cui fu ceduto il dipartimento della Dordogna.
L'8 dicembre 2002, in seguito alla riorganizzazione delle circoscrizioni ecclesiastiche francesi, è entrata a far parte della provincia ecclesiastica dell'arcidiocesi di Poitiers.

## Cronotassi dei vescovi
Un catalogo di vescovi di Angoulême, che nella sua parte più antica risale alla fine del X secolo, è conservato presso la Biblioteca Vaticana e contiene una serie episcopale fino a Hugues de La Rochefoucauld († 1159). Il testo del catalogo è pubblicato per la prima volta dal de Puybaudet nel 1897; ad eccezione di molte omissioni relative ai primi secoli, il catalogo è ritenuto genuino da Duchesne per la sua antichità.
Nella presente cronotassi, si omettono i periodi di sede vacante non superiori ai 2 anni o non storicamente accertati.
- Sant'Ausonio †
- Dinamio † (prima metà del V secolo)[5]
- Lupicino † (prima del 511 - dopo il 541)[5]
- Sant'Aptonio † (circa 542 - dopo il 549)[6]
- Mererio o Magnachario †
- Frontonio †
- Eraclio † (? - circa 580 deceduto)[7]
- Nicasio † (prima del 585 - dopo il 590)
- Bassolo † (menzionato nel 614)
- Giboaldo † (menzionato nel 616)[8]
- Namazio † (menzionato nel 627)
- Eparzio o Ebergeno † (VII secolo)[9]
- Tomiano † (prima del 667 - dopo il 673/675)[10]
- Ardoino †[11]
- Fredeberto †[12]
- Sideramno †[13]
- Launo † (prima dell'852[14] - dopo l'860)
- Girbaldo[15]† (? - 23 dicembre 864 deceduto)
- Elia † (prima dell'866 - 22 settembre 875 deceduto)
- Oliba † (prima dell'879 - 3 settembre 892 deceduto)
- Anatolio † (?  - 20 aprile 895 deceduto)
- Godalberto †[16]
- Gumbaldo † (febbraio 897 - 23 marzo 940 deceduto)
- Fulcaldo † (? - febbraio 951 deceduto)
- Ebbone (o Ebulo) † (maggio 952 - 18 gennaio 964 deceduto)
- Ranulfo † (maggio 964 - 14 gennaio 973 deceduto)
- Ugo di Jarnac † (21 marzo 973 - 24 novembre 990 deceduto)
- Grimoaldo † (circa 991 - 28 gennaio 1018 deceduto)[17]
- Rohon † (circa 1019 - 9 aprile circa 1031/1038 deceduto)
- Gérard I Malard † (menzionato nel 1038 - 15 giugno circa 1040/1043 deceduto)
- Guillaume Taillefer † (menzionato nel 1043 - 20 settembre 1076 deceduto)
- Aimar † (1076 - 4 settembre 1101 deceduto)
- Gérard de Blaye † (1101 - 1º marzo 1136 deceduto)
- Lambert † (1136 - 13 giugno 1148 deceduto)
- Hugues de La Rochefoucauld † (1148 - 12 agosto 1159 deceduto)[18]
- Pierre de Laumont de Sainneville † (1159 - dopo il 1178)
- Jean de Saint-Val † (prima del 1182 - circa 1206 deceduto)
- Guillaume II † (1206 - circa 1226)
- Jean Guillot † (1226 - dopo il 1238)
- Radulf † (1º giugno 1241 - ?)
- Pierre I † (prima del 1247 - 1251)
- Robert de Montberon † (aprile 1251 - ?)
- Pierre II † (menzionato nel 1260)
- Raymond † (menzionato nel 1265)
- Guillaume III † (menzionato nel 1266)
- Robert † (menzionato nel 1268)
- Pierre III † (22 novembre 1272 - 16 agosto 1273 deceduto)
- Guillaume de Blaye † (1273 - 22 settembre 1307 deceduto)
- Foulques de La Rochefoucauld, O.P. † (14 aprile 1308 - 1312 o 1313 deceduto)
- Olivier, O.S.B. † (13 ottobre 1313 - 1315 deceduto)
- Jean † (1315 - ? deceduto)
- Gaillard de Faugères (o de Falguières) † (24 gennaio 1318 - giugno 1328 deceduto)
- Aiglin de Blaye † (27 giugno 1328 - 1363 ? deceduto)
- Hélie de Pons † (25 febbraio 1363 - ? deceduto)
- Jean Bertet, O.P.  † (20 giugno 1380 - ? deceduto)
- Gaillard † (25 ottobre 1384 - 1390 ? deceduto)
- Guillaume IV, O.S.B. † (5 aprile 1391 - ? deceduto)
- Jean Fleury, O.Cist. † (31 agosto 1412 - 13 luglio 1431 nominato vescovo di Luçon)
- Robert de Montbron † (8 agosto 1431 - ? dimesso)
- Geoffroi de Pompadour † (24 luglio 1465 - 6 luglio 1470 nominato vescovo di Périgueux)
- Raoul du Fou † (6 luglio 1470 - 22 novembre 1479 nominato vescovo di Évreux)
- Robert de Luxembourg † (15 novembre 1479 - ? deceduto)
- Octavien de Saint-Gelais † (18 ottobre 1493 - 1502 deceduto)
- Hugues de Baure † (11 gennaio 1503 - 1505 ? deceduto)
- Antoine d'Estaing † (16 settembre 1506 - 28 febbraio 1523 deceduto)
- Antoine de La Barre † (14 gennaio 1524 - 16 marzo 1528 nominato arcivescovo di Tours)
- Jacques Babou de La Bourdaisière † (16 marzo 1528 - 26 novembre 1532 deceduto)
- Philibert Babou de la Bourdaisière † (13 gennaio 1533 - 4 giugno 1567 dimesso)
- Charles de Bony † (4 giugno 1567 - 14 dicembre 1603 deceduto)
  - Sede vacante (1603-1607)
- Antoine de La Rochefoucauld † (13 agosto 1607 - 24 dicembre 1634 deceduto)
- Jacques Le Noël du Perron † (28 gennaio 1636 - 1646 o 1647 dimesso)[19]
- François de Péricard † (18 febbraio 1647 - 29 settembre 1687 deceduto)
  - Sede vacante (1687-1692)
- Cyprien-Gabriel Bénard de Résay † (10 marzo 1692[20] - 5 o 12 gennaio 1737 deceduto)
- François du Verdier † (16 dicembre 1737 - 21 settembre 1753 deceduto)
- Joseph-Amédée de Broglie † (11 febbraio 1754 - 19 aprile 1784 deceduto)
- Philippe-François d'Albignac de Castelnau † (25 giugno 1784 - 1806 deceduto)[21]
- Dominique Lacombe † (30 aprile 1802 - 7 aprile 1823 deceduto)
- Jean-Joseph-Pierre Guigou † (3 maggio 1824 - 21 maggio 1842 deceduto)
- René-François Régnier † (22 luglio 1842 - 30 settembre 1850 nominato arcivescovo di Cambrai)
- Antoine-Charles Cousseau † (30 settembre 1850 - 3 marzo 1873 dimesso)
- Alexandre-Léopold Sebaux † (21 marzo 1873 - 17 maggio 1891 deceduto)
- Jean-Baptiste Frérot † (11 luglio 1892 - 6 settembre 1899 deceduto)
- Jean Louis Mando † (14 dicembre 1899 - 24 luglio 1900 deceduto)
- Joseph-François-Ernest Ricard † (18 aprile 1901 - 15 aprile 1907 nominato arcivescovo di Auch)
- Henri-Marie Arlet † (7 agosto 1907 - 15 maggio 1933 deceduto)
- Jean-Baptiste Mégnin † (7 dicembre 1933 - 9 maggio 1965 deceduto)
- René-Noël-Joseph Kérautret † (9 maggio 1965 succeduto - 1º luglio 1975 dimesso)
- Georges Rol † (1º luglio 1975 succeduto - 22 dicembre 1993 dimesso)
- Claude Jean Pierre Dagens (22 dicembre 1993 succeduto - 9 novembre 2015 ritirato)
- Hervé Gosselin, dal 9 novembre 2015

## Statistiche
La diocesi nel 2022 su una popolazione di 352.015 persone contava 269.000 battezzati, corrispondenti al 76,4% del totale.
| anno | popolazione | popolazione | popolazione | presbiteri | presbiteri | presbiteri | presbiteri                | diaconi | religiosi | religiosi | parrocchie |
| anno | battezzati  | totale      | %           | numero     | secolari   | regolari   | battezzati per presbitero | diaconi | uomini    | donne     | parrocchie |
| ---- | ----------- | ----------- | ----------- | ---------- | ---------- | ---------- | ------------------------- | ------- | --------- | --------- | ---------- |
| 1959 | 300.000     | 311.137     | 96,4        | 297        | 260        | 37         | 1.010                     |         | 48        | 507       | 362        |
| 1970 | 320.000     | 331.016     | 96,7        | 266        | 232        | 34         | 1.203                     |         | 40        | 540       | 363        |
| 1980 | 234.000     | 343.000     | 68,2        | 209        | 171        | 38         | 1.119                     | 1       | 43        | 364       | 430        |
| 1990 | 280.500     | 340.770     | 82,3        | 172        | 146        | 26         | 1.630                     | 4       | 29        | 362       | 374        |
| 1999 | 270.000     | 342.000     | 78,9        | 130        | 109        | 21         | 2.076                     | 7       | 33        | 272       | 149        |
| 2000 | 240.000     | 339.628     | 70,7        | 123        | 106        | 17         | 1.951                     | 7       | 29        | 284       | 148        |
| 2001 | 240.000     | 339.628     | 70,7        | 114        | 98         | 16         | 2.105                     | 7       | 27        | 258       | 149        |
| 2002 | 240.000     | 339.628     | 70,7        | 114        | 99         | 15         | 2.105                     | 7       | 26        | 250       | 149        |
| 2003 | 240.000     | 339.628     | 70,7        | 114        | 96         | 18         | 2.105                     | 7       | 29        | 249       | 139        |
| 2004 | 240.000     | 339.628     | 70,7        | 110        | 93         | 17         | 2.181                     | 7       | 28        | 234       | 125        |
| 2006 | 231.000     | 339.600     | 68,0        | 106        | 86         | 20         | 2.179                     | 8       | 38        | 210       | 101        |
| 2012 | 264.000     | 352.110     | 75,0        | 86         | 66         | 20         | 3.069                     | 11      | 30        | 172       | 88         |
| 2015 | 276.000     | 367.500     | 75,1        | 75         | 61         | 14         | 3.680                     | 11      | 17        | 144       | 47         |
| 2018 | 270.000     | 354.000     | 76,3        | 61         | 48         | 13         | 4.426                     | 12      | 18        | 132       | 45         |
| 2020 | 269.500     | 353.288     | 76,3        | 55         | 44         | 11         | 4.900                     | 14      | 17        | 118       | 35         |
| 2022 | 269.000     | 352.015     | 76,4        | 54         | 46         | 8          | 4.981                     | 13      | 10        | 87        | 29         |